# Stora Acktjärnen (Hedemora socken, Dalarna)
Stora Acktjärnen är en sjö i Hedemora kommun i Dalarna och ingår i Dalälvens huvudavrinningsområde. Sjön har en area på 0,0737 kvadratkilometer och ligger 166,3 meter över havet.

## Delavrinningsområde
Stora Acktjärnen ingår i det delavrinningsområde (667850-150459) som SMHI kallar för Mynnar i Prästhyttsjön. Medelhöjden är 166 meter över havet och ytan är 10,25 kvadratkilometer. Det finns inga avrinningsområden uppströms utan avrinningsområdet är högsta punkten. Vattendraget som avvattnar avrinningsområdet har biflödesordning 3, vilket innebär att vattnet flödar genom totalt 3 vattendrag innan det når havet efter 147 kilometer. Avrinningsområdet består mestadels av skog (88 procent). Avrinningsområdet har 0,07 kvadratkilometer vattenytor vilket ger det en sjöprocent på 0,7 procent.